# 三峙仔
三峙仔，是中国南海诸岛西沙群岛宣德群岛宣德环礁七连屿的一部分，是一座位于中岛和南岛之间、靠近南岛的岛屿。地理坐标为北纬16°57.0'N（16°57'00"N），东经112°19.8'E（112°19'48"E）。归属海南省三沙市西沙区管辖。